# The Howlin’ Wolf Album
The Howlin’ Wolf Album ist das 1969 bei Cadet Records erschienene dritte Studioalbum des US-amerikanischen Blues-Musikers Howlin’ Wolf.
Das im November 1968 aufgenommene Material besteht zum größten Teil aus Neufnahmen älterer Songs Wolfs. Musikalisch mischt das Album Bluesmusik mit psychedelischem Rock. Howlin’ Wolf mochte das Album überhaupt nicht, worauf Cadet Records auf dem Plattencover hinweist, das lediglich das mit schwarz auf weiß geschriebene Statement enthält: This is Howlin’ Wolf’s new album. He doesn’t like it. He didn’t like his electric guitar at first either. (deutsch: Das ist Howlin’ Wolfs neues Album. Er mag es nicht. Er mochte auch seine E-Gitarre zunächst nicht.)
Die Arbeit an dem Album begann 1968, als Chess Records den Klang ihrer beiden größten Zugpferde dem Zeitgeist anpassen wollten. Resultat waren die Alben Electric Mud von Muddy Waters und The Howlin’ Wolf Album. Produzent beider Aufnahmen war Marshall Chess, der Sohn und Enkel der legendären Chess-Brüder Leonard und Phil. Howlin’ Wolf mochte den neuen Klang seiner Lieder nicht und er fand auch nicht, dass das noch Bluesmusik sei. Wolfs Abneigung gegenüber dem Album ging so weit, dass er es als „dog shit“ bezeichnete.
Der Hinweis auf dem Albumcover, dass Wolf das Album selbst nicht mochte, soll laut Chess Records mit dafür verantwortlich gewesen sein, dass sich die Platte schlecht verkaufte. Sie bezeichneten diese Art der Werbung schließlich als Experiment.
Tatsächlich verkaufte sich The Howlin’ Wolf Album nicht so gut wie Waters’ Electric Mud. Es belegte Platz 69 der Billboard Black Album Charts und hatte mit der Neuaufnahme von Evil eine Single, welche Rang 43 der R&B-Single-Charts belegte. Die Kritiker bewerteten The Howlin’ Wolf Album auch schlechter als die vorherigen Arbeiten Wolfs. Allmusic bewertet es aktuell mit nur zwei von fünf möglichen Sternen.

## Titelliste
1. Spoonful (Willie Dixon) – 3:52
2. Tail Dragger (Dixon) – 4:33
3. Smokestack Lightning (Howlin’ Wolf) – 3:56
4. Moanin’ at Midnight (Howlin’ Wolf) – 3:15
5. Built for Comfort (Dixon) – 5:11
6. The Red Rooster (Dixon) – 3:50
7. Evil (Dixon) – 4:06
8. Down in the Bottom (Dixon) – 2:45
9. Three Hundred Pounds of Joy (Dixon) – 2:35
10. Back Door Man (Dixon) – 6:51